# Pianeti sconosciuti
Pianeti sconosciuti (Planet Unknown) è un gioco da tavolo da 1 a 6 giocatori, ideato da Ryan Lambert e Adam Rehberg, pubblicato da Adam's Apple LLC, edito in Italia da Pendragon Game Studio. 
In Pianeti sconosciuti, i giocatori competono nello sviluppare il miglior pianeta. Il gioco si basa sul piazzamento di tessere a doppia risorsa a forma di polimino. La tessera che il giocatore deve piazzare è determinata da una ruota detta "Stazione Spaziale", che viene girata dal "Comandante", ovvero il primo giocatore, ogni round. Il posizionamento tessere consente al giocatore di eseguire azioni in base alle infrastrutture raffigurate. Alcuni posizionamenti delle tessere fanno anche piazzare "Meteoriti", che rappresentano un malus di punti vittoria, dato che non permettono di segnare punti per le righe e colonne completate che occupano.

## Regole

### Svolgimento del round
Il Comandante decide come ruotare la Stazione spaziale, in modo che ogni tessera deposito di ogni giocatore sia direzionata verso un settore della ruota. 
Ogni giocatore sceglie poi contemporaneamente una tessera tra le due di fronte alla sua tessera deposito, e la piazza sul proprio pianeta facendo attenzione a non piazzarla sovrapposta ad altre tessere o fuori dalla griglia del pianeta, e piazzandola adiacentemente ad almeno un'altra tessera. 
Ogni giocatore svolge poi le azioni, quindi aumenta i cubetti nei tracciati avanzamento, in base alle infrastrutture rappresentate sulla tessera. 
Dopo che tutti i giocatori hanno terminato di risolvere le azioni, il segnalino Comandante viene passato ad un altro giocatore, e viene ripetuto lo svolgimento in modo analogo.  
Quando un giocatore, rispettando i requisiti di piazzamento, non può più piazzare una tessera oppure quando un settore della Stazione Spaziale rimane completamente vuoto, la partita termina e si procede a contare i punti vittoria.

## Moduli opzionali

### Modulo Eventi
Il modulo eventi consiste nell'aggiungere al gioco 20 carte evento, che vengono rivelate dal Comandante, all'inizio di ogni round. Gli eventi sono di 3 tipi: negativi quindi contenenti malus, positivi quindi contenenti bonus e neutrali. Gli eventi sono comuni, quindi i ogni giocatore prenderà il bonus o il malus descritto sulla carta evento. Le carte evento aggiungono una condizione di fine partita, quando finiscono le carte evento finisce anche la partita. 

## Riconoscimenti
Pianeti sconosciuti ha ottenuto i seguenti riconoscimenti:
- Deutscher Spiele Preis (2023)
- Gioco dell'Anno (2024)